# Северна централна провинция
Северна централна провинция се намира в централната част Шри Ланка с площ 10 714 км 2 и население 1 259 200 души (2011). Административен център е град Анурадхапура.